# My Girl Has Gone
"My Girl Has Gone" is een hitsingle van de Amerikaanse soulgroep The Miracles. Het nummer werd als single op 22 september 1965 uitgebracht. Het was de derde van vier singles afkomstig van het album "Going to a Go-Go". De andere drie singles waren de nummers "Ooo Baby Baby", "The Tracks of My Tears" en "Going to a Go-Go". Van de genoemde vier nummers was "My Girl Has Gone" op de poplijst de op een na meest succesvolle. Met haar #14 notering op de poplijst was de single alleen minder succesvol dan haar opvolger, "Going to a Go-Go".
Zoals bij veel hits van The Miracles, zoals "The Love I Saw in You Was Just a Mirage" en "If You Can Want", schreef leadzanger van de groep, Smokey Robinson, het nummer zelf. Dit deed hij wel in samenwerking met drie andere leden van de zeskoppige groep. Die drie andere leden waren Ronnie White, Warren "Pete" Moore en Marv Tarplin. Het nummer heeft veel weg van zijn voorganger, "The Tracks of My Tears". Dit geldt zowel voor het instrumentale als het tekstgedeelte. Net zoals bij "The Tracks Of My Tears" begint het nummer met een intro met een gitaarriff, ontworpen en gespeeld door Marv Tarplin. Daarna komt de rest van de band erbij en wordt er begonnen met zingen. Tevens blijft de gitaar duidelijk aanwezig. Wat wel een verschil qua instrumentatie tussen "My Girl Has Gone" en "The Tracks of My Tears" is, is dat het nummer in kwestie een stukje sneller wordt gespeeld dan zijn voorganger. De tekst van "My Girl Has Gone" gaat, net als bij zijn voorganger, erover dat de vriendin van de verteller hem verlaten heeft en dat hij daar om treurt. De verteller in dit geval is leadzanger Smokey Robinson.
"My Girl Has Gone" werd onder andere gecoverd door Bobby Taylor, Etienne Daho en Ken Parker. Zijn versie verscheen op een cd ter ere van Motown, de platenmaatschappij waar The Miracles deel van uitmaakte. Overigens was het opmerkelijk dat de groep de naam "The Miracles" wel nog gebruikte voor hun uitgebrachte singles, terwijl op het album "Going To A Go-Go" al de naam "Smokey Robinson & The Miracles" stond. Net als de A-kant "My Girl Has Gone" is ook de B-kant, "Since You Won My Heart", afkomstig van dit album. Ook dit nummer werd geschreven door Smokey Robinson, maar dit keer in samenwerking met William "Mickey" Stevenson, die hits als "Dancing In The Street" en "It Takes Two" op zijn naam heeft staan.

## Bezetting
- Lead: Smokey Robinson
- Achtergrond: Ronnie White, Warren "Pete" Moore, Bobby Rogers en Claudette Robinson
- Instrumentatie: The Funk Brothers
- Gitarist: Marv Tarplin
- Schrijvers: Smokey Robinson, Marv Tarplin, Warren "Pete" Moore en Ronnie White
- Producer: Smokey Robinson